# Senki Zesshō Symphogear
Senki Zesshō Symphogear (戦姫絶唱シンフォギア Senki Zesshō Shinfogia?), es una serie de anime producida por Encourage Films y Satelight. Su emisión se realizó a través del canal regional y de señal abierta Tokyo MX. 
La serie cuenta con cinco temporadas de 13 capítulos cada una, emitidas entre los años 2012 y 2019. La serie fue retransmitida desde el 10 de enero de 2025
Los openings de la serie fueron realizados por Nana Mizuki y los endings por Ayahi Takagaki. Ambas cantantes también fueron seiyū de los personajes de la serie.

## Sinopsis
El mundo está amenazado por unos monstruos denominados Noises (Noise), los cuales pueden desintegrar a los humanos al tocarlos. Dos años antes del inicio de la trama, los integrantes del dúo Zwei Wing, formado por Tsubasa Kazanari y Kanade Amō, pelean contra los invasores (Noise) con la ayuda de sus armaduras conocidas como Symphogear. En el encuentro, Kanade muere protegiendo a Hibiki Tachibana, la cual desarrolla los mismos poderes por un accidente durante la batalla en donde casi muere. De esta manera, Hibiki se convierte en un usuario del Symphogear y le presta su ayuda a Tsubasa para luchar contra los Noises. A lo largo de la serie se revelan los misterios sobre los Noises y las armaduras Symphogear.

## Personajes
Personajes Principales

### Hibiki Tachibana(立花 響,Tachibana Hibiki?)[7]
Seiyū: Aoi Yuki
La protagonista de la serie, la cual tiene la Symphogear Gungnir, ella consigue su armadura cuando en su corazón quedan incrustados fragmentos de la gema de Kanade. Es una chica alegre y torpe, que cree que todo lo que pasa es a causa de una maldición. Admira mucho a Tsubasa, ya que ella y su compañera Kanade le salvaron la vida dos años atrás, tanto es así que decide inscribirse a la misma escuela a la que asiste Tsubasa. A diferencia de las otras dos, ella destruye a los Noise únicamente a puñetazos limpios, y además la única que no pone nombre a sus técnicas.
Al inicio se cree erróneamente que su misión es reemplazar físicamente a Kanade, pero luego comprende qué no puede hacer eso y que es suficiente con ser ella misma. Logra hacerse amiga de Yukine Chris, al inicio enemiga mientras esta usa el Nehustan, pero cuando Chris muestra su verdadero poder Tsubasa acude a su rescate.
Más tarde descubre que el verdadero poder de su symphogear es el unir las cosas, y es a través de esta habilidad que une la ganancia fónica necesaria para liberar el X-drive para derrotar a Nephilim. En la primera temporada sus enemigos principales son Chris (en los primeros capítulos, debido a que Chris fue engañada por Fine) y Fine. Mientras que en la segunda temporada, su enemigo principal es Shirabe Tsukuyomi.

### Tsubasa Kazanari(風鳴 翼,Kazanari Tsubasa?)[8]
Seiyū: Nana Mizuki
Tsubasa Kazanari es el usuario de la primera reliquia Symphogear: Ame no Habakiri. Ella formaba parte de un dúo musical con Kanade Amo conocido como ZweiWing (Dos alas, del alemán; Zwei-Dos).
Kanade se sacrificó en una lucha contra los Noise, por eso desde su muerte Tsubasa se convierte en una persona seria y fría, cuando originalmente era una persona alegre y tímida. Siente cierto rencor hacia ella misma al pensar que no fue capaz de evitar que Kanade ejecutara El canto de cisne (Swan Song), el ataque más poderoso que tiene un usuario Symphogear, quien muere o queda en muy mal estado después de ejecutarlo.
Cuando descubre que Hibiki utiliza el Symphogear de Kanade (Gungnir), niega de ella para luchar ya que no soporta la idea de que otra ocupe el lugar de Kanade, aunque luego llegan a ser grandes amigas. Ella es una gran idol japonesa, aunque se niega a cantar y a liberar sus canciones a nivel internacional después de lo sucedido con Kanade e incluso llega a pensar que sus canciones solo sirven para destruir.
Sin embargo, cambia de idea cuando “habla” con Kanade en sus sueños, lo que hace que se abra con Hibiki e incluso llegar a cantar en el lugar donde Kanade murió.
Tsubasa muere en la explosión del Kadingir, la máquina que utilizaría Finé para destruir la Luna, pero es revivida por su Symphogear. Es dada por muerta una vez más junto con Chris y Hibiki cuando ellas 3 destruyen una parte de la Luna para salvar a la Tierra, y poco después se revela que ninguna murió.
En la primera temporada sus enemigos principales son: Chris (en los primeros capítulos, debido a que Chris fue engañada por Fine) y Fine. En la segunda temporada su enemigo principal es María Cadenzavna Eve. En el capítulo 9 de GX se explica la persona a quién llama papá en realidad es su hermano mayor y su "abuelo" el verdadero padre, lo que explica que lleva siempre asegura que nunca tuvo una "familia normal". Su armamento se basa en espadas. 

### Chris Yukine(雪音 クリス,Yukine Kurisu?)[9]
Seiyū: Ayahi Takagaki
Chris Yukine se muestra como una chica misteriosa, capaz de utilizar la armadura Nehushtan. Es capaz de controlar a los Noise gracias al poder del Bastón de Solomon. Finalmente se muestra que ella es el usuario de la segunda reliquia: Ichi-Ball y por órdenes de Finé ella activa el Bastón de Solomon, el cual tiene el poder de invocar y controlar a los Noise.
Pasó 6 años de su vida siendo víctima del tráfico de compatibilidad con la segunda reliquia, y debido a los maltratos que recibió ganó un inmenso odio hacia los adultos. Genjuurou Kazanari era su tutor legal cuando sus padres fallecieron, pero ella escapó dos años antes de la trama de la serie, por lo que él la dio como desaparecida.
Ella muere protegiendo a la luna de un ataque realizado por Finé, recordando el sacrificio de sus padres y es revivida por su Symphogear, aunque es dada por muerta una vez más junto con Hibiki y Tsubasa cuando las tres destruyeron gran parte de la luna con sus Symphogears en modo X-drive para poder salvar a la tierra; al poco tiempo se revela que ninguna murió.
En la primera temporada sus enemigos principales son Hibiki y Tsubasa (en los primeros capítulos por engaños de Fine) y Fine. En la segunda temporada su enemiga principal es Kirika Akatsuki.
En el último episodio de la segunda temporada, utiliza la ganancia fónica de su X-drive para forzar al Bastón de Solomon a abrir el Tesoro de Babilonia, y así encerrar al Nephilim junto con los Noise.
Su primer nombre “Chris” es extranjero y deriva inicialmente de la palabra Griega “Ungido” mientras que su apellido “Yukine” significa “El sonido de la nieve”
Su armamento esta compuesto principalmente por armas de fuego.

### Miku Kohinata(小日向 未来,Kohinata Miku?)[10]
Seiyū: Yuka Iguchi
Es una amiga y compañera de cuarto de Hibiki. Siempre está con ella y cuando le pasa algo a Hibiki insinúa que se lo merece. Comenzó siendo fan de Zwei Wing y fue quien invitó a Hibiki al concierto el día del incidente. Parece sentir algo más que una simple amistad por su mejor amiga. Pasa a ser colaboradora externa de la 2ª división secreta al ayudar durante un ataque de Noise a salvar vidas. En el capítulo 10 de la segunda temporada se le ve usando el Symphogear creado de la Shengshou Jing, una reliquia capaz de suprimir los males. Cuando los rayos reflejados la impactan junto con Hibiki, ambas pierden sus symphogears.

### Kanade Amou(天羽 奏,Amō Kanade?)[11]
Seiyū: Minami Takayama
Es una popular idol cantante parte de Zwei Wing, una Symphogear fuerte, valiente e impulsiva, que siempre ayuda y anima a su compañera Tsubasa. Debido a que Kanade presentaba por naturaleza un bajo coeficiente de sincronización con la reliquia Gungnir debió usar Linker para poder portar su armadura, al estar bajo los efectos negativos de esta droga esto generó una gran carga en su cuerpo y al usar el Canto del Cisne para salvar a Hibiki de los Noise en el incidente del concierto, su cuerpo no resistió y literalmente se deshizo en el aire ante los ojos de Tsubasa. El equipo armado de Kanade es una lanza con la cual puede lanzar el Stardust Foton y el Last Meteor. Solo aparece en el primer capítulo.
Kanade fue considerada el mejor usuario Symphogear que ha existido aunque solo por un tiempo limitado, debido a que el Linker no le permite usar su gear por mucho tiempo.

### Maria Cadenzavna Eve (マリア・カデンツァヴナ・イヴMaria Kadentsavuna Ivu)
Seiyū: Yōko Hikasa
Es una enérgica cantante que llegó a la cima de las listas musicales estadounidenses en aproximadamente dos meses después de su debut. Aunque tiene un carácter misterioso, su voz cruzó las barreras internacionales, recibiendo un gran número de fans en todo el mundo. Aparece a partir de la segunda temporada.
Para traer la paz y tranquilidad, se eleva como un enemigo para toda la humanidad, y se revela que ella es un usuario Symphogear que está fuera del control del gobierno japonés. Su arma es un Gungnir negro, una lanza en forma similar a la de Kanade, pero con características diferentes, como el color o incluyendo un modo de cañón de gran alcance.
En un inicio, María afirma ser la nueva reencarnación del alma de Finé, pero se revela que es una impostora.
Al igual que Kanade, María necesita del Linker para mantener la sincronización con su Symphogear, dándole un plazo de poder limitado, aunque en ese tiempo es una oponente muy fuerte. Años atrás, María perdió a su hermana, Serena Cadenzavna Eve, cuando esta se sacrifica para que el Nephilim regrese a su estado de incubación una vez que está a punto de regresar a su forma original.
En el último capítulo de la segunda temporada, es capaz de reunir la suficiente ganancia fónica para reiniciar las funciones de la reliquia lunar, y utiliza el Symphogear de Serena para ayudar a Hibiki y compañía a luchar contra el Nephilim.

### Shirabe Tsukuyomi (月 読 调Tsukuyomi Shirabe)
Seiyū: Yoshino Nanjō
Es una de las misteriosas usuarios Symphogear que trabaja junto con María, y es la dueña de la reliquia Shul-Shagana. Aparece a partir de la segunda temporada.
A pesar de que parece dócil, es muy fuerte y audaz, y con frecuencia utiliza todos los medios necesarios para cumplir sus objetivos. Tiene una enorme desconfianza hacia Hibiki, que ha sido nombrada como un Héroe después de salvar a la tierra de un fragmento de la luna, y generalmente desprecia las acciones de Hibiki tachándola como una “hipócrita”.
Al igual que María, Shirabe necesita la droga Linker para poder mantener su sincronización con su reliquia.

En el transcurso de la historia, mientras pelea contra su mejor amiga, Kirika, se revela que ella es la verdadera descendiente de Finé.
Su Symphogear se caracteriza por tener discos con los que ella combate.
Su última aparición es en el capítulo final donde libera el X-drive junto con todas las usuarios Symphogear.

### Kirika Akatsuki (暁 切歌Akatsuki Kirika)
Seiyū: Ai Kayano
Kirika es uno de los misteriosos usuarios del Symphogear, y es dueña de la reliquia Igalima. Aparece a partir de la segunda temporada.
Aunque tiene une personalidad alegre y cooperativa, alberga un oscuro pasado, ya que fue uno de “los niños receptores”; fue tratada como un objeto de observación, en un centro de investigación, junto con María, Shirabe, Serena y otros.
Los lazos que tiene Kirika hacia sus amigos son tan fuertes que no tiene miedo de pelear contra el mundo entero si es necesario. En una parte de la serie, se llega a pensar que ella es la verdadera descendiente de Finé, cuando utiliza los poderes de Finé para protegerse a sí misma y a Shirabe de la caída de escombros de una edificación no terminada, pero se reveló más adelante que ella no es la descendiente, sino Shirabe.
Al igual que sus compañeras, Kirika utiliza la droga Linker.
Su arma principal es una Guadaña. Su primer nombre significa “Cortar una canción”, mientras que su apellido significa “Amanecer”.

## 2 ª División Móvil de Respuesta a Desastres.
Genjuurou Kazanari (風鳴 弦十郎 Kazanari Genjūrō?)
Seiyū: Hideo Ishikawa
Es un hombre mayor de ojos color miel y cabello rojo, jefe de la División Móvil de Respuesta a Desastres.
Es también el tío de Tsubasa y un fan de las películas de acción. Su fuerza física es lo suficientemente fuerte como para desviar el Symphogear de Tsubasa solo con sus brazos.
Después del ataque de la chica de la armadura Nehustán (era Chris quien la usaba), se convierte en el maestro de Hibiki en artes marciales por petición de ella. Después de su encuentro con Chris, se comprometió a salvarla de los errores que cometió en el pasado. Cuando los padres de Chris murieron 8 años atrás, obtuvo la custodia de ella porque sus padres confiaban en él, pero ella escapó. Genjuurou convenció a Chris a ayudar a Hibiki y Tsubasa a pelear contra los Noise.
Él fue quien comienza a sospechar de las actividades de Ryoko.
Shinji Ogawa (緒川 慎次 Ogawa Shinji?)
Seiyū: Sōichirō Hoshi
Uno de los agentes de la División móvil, es el mánager de Tsubasa durante sus conciertos.
Aoi Tomosato (友里 あおい Tomosato Aoi?)
Seiyū: Asami Seto
Trabaja en la División móvil de respuesta a desastres, y generalmente está en la parte subterránea de la escuela. Al inicio de la segunda temporada ella junto con Hibiki y Chris se encargan de llevar al Dr. Ver con los estadounidenses para que ellos encuentren un lugar seguro para el Bastón de Solomon.
Sakuya Fujitaka (藤尭 朔也 Fujitaka Sakuya?)
Seiyū: Kenji Akabane
Trabaja en la División móvil de respuesta a desastres, y generalmente está en la parte subterránea de la escuela.

## Otros
Yumi Itaba (板場 弓美 Itaba Yumi?)
Seiyū: Chinatsu Akasaki
Es una amiga y compañera de Hibiki y Miku. Es gran fan del Anime, por eso en un principio pensó que Hibiki participaba en uno, asumiendo otra identidad.
Kuriyo Andou (安藤 創世 Andō Kuriyo?)
Seiyū: Mikako Komatsu
Otra de las amigas de Hibiki y Miku, generalmente llama a Hibiki como "Biquie" todo el tiempo.
Shiori Terashima (寺島 詩織 Terashima Shiori?)
Seiyū: Nao Tōyama
Es otra de las amigas de Hibiki y Miku. Le habla a todas las personas por su apellido, y es la más tranquila de todas las amigas de Hibiki.
Masahito Shibata (斯波田 賢仁 Shibata Masahito?)
Seiyū: Hidekatsu Shibata
El Vice Presidente de Ministerio de Relaciones Exteriores de Japón, su función principal es la protección de los intereses nacionales del gobierno japonés y la tecnología cristalizada del sistema Symphogear. A pesar de que es considerado como una personalidad desagradable, es el único hombre que entiende a Genjuurou, y en general es una persona que coopera con las operaciones del Equipo Especial de Respuesta a Desastres.
Serena Cadenzavna Eve (セレナ・カデンツァヴナ・イヴ Serena Kadentsavuna Ivu?)
Seiyū: Yui Horie
La hermana menor de María, se convirtió en una excelente usuario de su armadura Symphogear, ya que tenía un talento sin igual.
Cinco años atrás (antes del comienzo de la trama de la segunda temporada), Serena utiliza su canto del Cisne (Swan Song) para evitar que el Nephilim se desarrolle por completo, y a causa de eso pierde la vida.
Profesora Nastassja (ナスターシャ教授 Nasutāsha-kyōju?)
Seiyū: Kikuko Inoue
Es una ingeniera herética que apoya las operaciones del equipo de María.
Después de los acontecimientos del “Ataque Lunar”, un segmento de la información con respecto a las Reliquias Sagradas fue lanzada al público, pero el conocimiento que tiene Nastassja es mucho mayor a eso.
A pesar de que ve a María y compañía con ojos amables, siempre es estricta con ellas para alcanzar su difícil misión.
Está siempre en una silla de ruedas.

## Antagonistas
Ryōko Sakurai (櫻井 了子 Sakurai Ryōko?) / FINE (フィーネ Fīne?)
Seiyū: Miyuki Sawashiro
Ella es una científica, trabaja para la 2ª División Móvil de Respuesta a Desastres, y es la creadora de las armaduras Symphogear. Tiene la habilidad de crear poderosos campos de fuerza. Por lo general muestra algunas tendencias sexuales hacia Hibiki.
Con el desarrollo del trama de la primera temporada, se demuestra que es la principal antagonista, ya que el alma de Finé posee el cuerpo de Ryōko desde hace mucho tiempo, lo que hace que ella quiera utilizar el poder del Kadingir, para destruir la luna y provocar el caos en la tierra.
Finé se muestra como una antigua sacerdotisa que había servido a Dios, y con el tiempo llegó a amarlo (tal vez de una forma romántica).
Da a entender que ella construyó la Torre de Babel en un intento de llegar a él, pero sus esfuerzos fueron inútiles, por eso ella tiró de la torre y eso provocó la maldición de Balal (la palabra hebrea de donde se deriva la palabra "Babel").
Sin inmutarse, su alma se transmite a sus descendientes, y su conciencia despertaba una vez que su descendiente tuviera contacto con el Aufwachen, que son ondas emitidas por las reliquias.
Según ella, es la culpable de los grandes cambios que ha sufrido el mundo gracias a sus antiguos descendientes a lo largo de la historia, debido a esta razón ella es prácticamente inmortal, capaz de renacer, ya que sus descendientes llevan su ADN.
Está convencida de que gracias al dolor la humanidad se puede unir, es por esa razón que cuando Chris Yukine estaba bajo sus órdenes, Finé la torturaba, como un castigo o como una forma de entrenamiento.
Al final de la segunda temporada, Finé sacrifica su existencia para salvar la vida de Shirabe, su actual reencarnación.
Dr. Ver (ウェル博士 Ueru-hakase?)
Seiyū: Tomokazu Sugita
Un investigador que fue trasladado desde la sagrada institución de investigación de la reliquia de EE.UU. y trabaja en conjunto con el equipo de la 2ª División Móvil de Respuesta a Desastres para analizar la Teoría de Sakurai, aunque esta rápidamente se reveló como un truco para conseguir al Bastón de Solomon.
Como es un experto en Bioquímica, demostró la investigación de la unión de seres vivos con las reliquias sagradas. Profundamente ambicioso, Ver. está fascinado por los Symphogears y sus usuarios, por eso desarrolló una forma más avanzada de la droga Linker, la cual permite un radio más poderoso de sincronización para un usuario del Symphogear.
También se aprecia que él tiene un tanto de locura, propenso a arrebatos repentinos y extremos a la emoción, a pesar de que tiene un comportamiento tranquilo.
Se reveló más tarde que él tenía provisto el choque de la luna con la Tierra, para que esta se pueda repoblar nuevamente.
Carol Mars Dienheim
 Seiyū: Inori Minase
Una maga o bruja que aparece en la tercera temporada. Su habilidad es la de controlar y manipular la Alquimia. En un diálogo que existe por 1000 años por avanzadas técnicas de clonación en un aparato parecido a un ataúd de vampiros. Creó a las Auto-Scorers.
Auto-Scorers
Cuatro robots (Garie, Micha, Phara, Leiur) a las órdenes de Carol, representan estilos de bailes, por eso se ven haciendo poses extrañas. Todas tienen en común una cinta blanca con líneas negras.

## Terminología
Noise (ノイズ Noizu?)
Se representan como una raza desconocida que ha aparecido a lo largo del tiempo y pueden tomar muchas formas. Estas criaturas matan a los seres humanos; al tener contacto físico con ellos los pulverizan, convirtiéndolos en polvo. Sin embargo, son débiles contra el armamento de una armadura Symphogear. Se revela que ellos son producto de la maldición de Balal, y son creados por la humanidad, por el deseo de destruirse unos a otros.
Bastón de Solomon (ソロモンの杖 Soromon no tsue?)
Un artefacto que permite al usuario invocar y controlar a los Noise. Es utilizado por varios usuarios a lo largo de la serie, sobre todo por Finé durante la primera temporada y el Dr. Ver en la segunda.
Reliquia (聖遺物 Seibutsu?)
Son instrumentos prehistóricos de tecnología desconocida que se utiliza para formar el núcleo de Symphogear. Cada Reliquia tiene diferentes propiedades y se manifiesta en diferentes formas con diferentes potencias.
La mayoría de Symphogears están hechos de fragmentos de las reliquias, pero hay casos en que los usuarios pueden ocupar la Reliquia completa (como Durandal) y dar rienda suelta a su poder. Son mucho más poderosos que los fragmentos Reliquia, pero son mucho más difíciles de controlar.
Symphogear (シンフォギア Shinfogia?)
Una poderosa armadura utilizada inicialmente para luchar contra los Noise, con muchos limitadores, que están inicialmente bloqueadas. Se activan cuando el usuario utiliza una canción para armonizar con una reliquia.
La mayoría de Symphogears tiene una forma extrema llamada Forma X-Drive, donde la mayoría de sus limitadores son liberados, dando al usuario un poder inmenso, capaz de destruir una gran cantidad de Noise a la vez. Dependiendo del número de limitadores de libertad, la armadura puede manifestarse en diferentes formas bajo el modo X-Drive.
Armado Gear (アームドギア Āmudo Gia?)
Armas de gran alcance que se manifiestan con los Symphogear, que pueden adoptar muchas formas sobre la base de las propiedades de cada equipo individual. Hibiki es la excepción ya que su reliquia es un fragmento. En el episodio final obtuvo uno como el de Kanade, en este caso no una lanza, sino directamente conectado a su mano derecha.
X-Drive (エクスドライブ Ekusu-Doraibu?)
Este sistema se oculta dentro de las reliquias Symphogear bajo 301.655.722 cerraduras, y solo puede ser desbloqueado bajo una ganancia fónica de alto nivel. Cuando el X-Drive está activo, el Symphogear gana un color predominantemente blanco y un diseño mejorado, incluyendo alas angelicales. En este estado todos los Symphogears, independientemente de sus capacidades normales, son capaces de volar tanto en la atmósfera como en el espacio, así como de telepatía. Cuando el Symphogear está activado bajo este sistema, todos los ataques ganan una mayor magnitud, superior al nivel normal. Además, el X-Drive puede reforzar los poderes de otras reliquias, tal es el caso de Durandal o el Bastón de Solomon.
Swan Song/Canto del Cisne (絶唱 Zesshō?)
Una canción interpretada por un usuario Symphogear que da rienda suelta a la potencia de la Symphogear en un ataque masivo. Sin embargo, incluso pequeñas cantidades de la discordia entre el usuario y su Symphogear causan graves daños al cuerpo del usuario. Para los usuarios de engranajes (María, Shirabe, Kirika) que dependen del Linker para aumentar sus tasas de sincronización, como Kanade, utilizarla es siempre fatal, mientras que un usuario con una velocidad de sincronización naturalmente alta puede soportar la canción, sino que requerirá hospitalización, como Tsubasa.
Hibiki, debido a ser fusionada con su reliquia, tiene la capacidad de utilizar su canción de cisne mucho más libremente que otros usuarios o personajes  de engranajes e incluso puede drenar la energía de otros cantos del cisne, aunque esta capacidad es aún una carga severa en ella.
Nephilim (ネフィリム Nefirimu?)
Es un monstruo que devora reliquias para poder aumentar su producción de energía. El primero fue derrotado por el canto del cisne de Serena, pero fue reactivado por la ganancia fónica generada de los cantos del cisne del S2CA Tribuster, y completó su desarrollo al tragarse el brazo de Hibiki Tachibana junto con su Symphogear. Más tarde es destruido por ella misma al perder el control de su reliquia. En el capítulo final su corazón absorbe al frontier y es encerrado por los usuarios Symphogear en el tesoro de babilonia, ya que con el calor de su cuerpo podía quemar la atmósfera terrestre.
Su última aparición es en el capítulo 13 de la segunda temporada cuando su cuerpo es destruido por el Vitalization, y justo atrás de él se ve llegar el bastón de Salomón cerrando el tesoro de babilonia junto con todos los Noise.

## Lista de Episodios

### Temporada 1
| 1  | «Beat of Awakening» «Kakusei no Kodō» (覚醒の鼓動)                                                                                                   | 6 de enero de 2012    |
| 2  | «Noise and Dissonance» «Zatsuon to Fukyowaon to» (雑音と不協和音と)                                                                                  | 13 de enero de 2012   |
| 3  | «Passing in the Night» «Yoru ni Surechigau» (夜にすれ違う)                                                                                           | 20 de enero de 2012   |
| 4  | «Shedding Tears» «Rakurui» (落涙) | 27 de enero de 2012   |
| 5  | «From the Bottom of a Dark Abyss» «Nao Kuraki Shinen no Soko Kara» (なお昏き深淵の底から)                                                            | 3 de febrero de 2012  |
| 6  | «Where Omens Lead» «Kizashi no Yukue wa» (兆しの行方は)                                                                                              | 10 de febrero de 2012 |
| 7  | «Fate Just Keeps Firing» «Uchiteshi Yamanu Unmei no Motoni» (撃ちてし止まぬ運命のもとに)                                                             | 17 de febrero de 2012 |
| 8  | «No Shadows in the Sunlight» «Hi Damari ni Kageri Naku» (陽だまりに翳りなく)                                                                         | 24 de febrero de 2012 |
| 9  | «Protector's Song» «Sakimori no Uta» (防人の歌) | 2 de marzo de 2012    |
| 10 | «What Only Clasped Hands Can Create» «Tsunaida te Dakega Tsumugumono» (繋いだ手だけが紡ぐもの)                                                       | 9 de marzo de 2012    |
| 11 | «Shoot the Moon» «Tsuki o Ugatsu» (月を穿つ) | 16 de marzo de 2012   |
| 12 | «Symphogear» «Shinfogia» (シンフォギア) | 23 de marzo de 2012   |
| 13 | «Meteoroids Falling, Burning, Disappearing, and Then...» «Nagareboshi , Ochite Koete Kotogotokite, Soshite...» (流れ星、堕ちて燃えて尽きて、そして―) | 30 de marzo de 2012   |

## Música
| 1 | «The Gungnir Girl» «Gangunīru no Shōjo» (ガングニールの少女)                                                                     | 5 de julio de 2013  |
| 2 | «Power and Lies in Her Heart» «Mune ni Chikara to Itsuwari to» (胸に力と偽りと)                                                  | 11 de julio de 2013 |
| 3 | «Those Who Long for the End, Those Who Challenge the End» «Shūen o Nozomumono, Shūen ni Nozomumono» (終焉を望む者、終焉に臨む者) | 18 de julio de 2013 |
| 4 | «The Place I Call Home» «Atashi no Kaeru Basho» (あたしの帰る場所)                                                               | 25 de julio de 2013 |
| 5 | «Bloodstained Serenade» «Chi Shibuki no Sayokyoku» (血飛沫の小夜曲)                                                              | 1 de agosto de 2013 |

Temas/Openings
- "Synchrogazer" por Nana Mizuki (Temporada 1)
- "Vitalization" por Nana Mizuki (Temporada 2)
- "Exterminate" por Nana Mizuki (Temporada 3)
- "Testament" por Nana Mizuki (Temporada 4)
- "METANOIA" por Nana Mizuki (Temporada 5)

Endings
- "Meteor Light" por Ayahi Takagaki (Temporada 1)
- "Next Destination" por Ayahi Takagaki (Temporada 2)
- "Rebirth-day" por Ayahi Takagaki (Temporada 3)
- "Futurism por Ayahi Takagaki (Temporada 4)
- "Lasting Song" por Ayahi Takagaki (Temporada 5)

Temporada 1/Canciones insertadas:
- Gyakkou No Flugel("Wing of Backlight") (逆光のフリューゲル Gyakkō no Furyūgeru?) (Flügel is German for wing) por Nana Mizuki y Minami Takayama (Zwei Wing) (Ep. 1, Ep. 13)
- "Orbital Beat" Por Mizuki Nana Y Minami Takayama (Zwei Wing) (Ep. 1)
- "To Say You Sound Exhausted In the Rhythm" (君ト云ウ 音奏デ 尽キルマデ Kimi to Iu Oto Kanade Tsukiru made?) por Minami Takayama (Kanade Amou) (Ep. 1)
- "Absolute Sword - Ame no Habakiri" (絶刀・天羽々斬 Zettō Ame no Habakiri?) por Nana Mizuki(Tsubasa Kazanari) (Ep. 1-4, 7, 12)
- "Offensive Spear - Gungnir" (撃槍・ガングニール Gakisō Gangunīru?) por Aoi Yūki (Ep. 2-5)
- "The Sound & Echo That is Me and Beyond" (私ト云ウ 音響キ ソノ先ニ Watashi to Iu Oto Hibiki Sono Saki Ni?) por Aoi Yūki (Ep. 6-8, 10)
- "Enchanted Bow - Ichii-bal" (魔弓・イチイバル Mayumi Ichībaru?) por Ayahi Takagaki (Ep. 7-8, 10-11)
- "A Hole in the Bucket of Love" (恋の桶狭間 Koi no Okehazama?) por Nana Mizuki (Ep. 9)
- "Flight Feathers" por Nana Mizuki (Ep. 9)
- "Bonds Formed from Holding Hands" (繋いだ手だけが紡ぐもの Tsunaida Te Dakega Tsumugumono?) por Ayahi Takagaki (Ep. 10)
- "First Love Song" por Aoi Yūki, Nana Mizuki y Ayahi Takagaki (Ep. 13)

Temporada 2/Canciones insertadas
- "Apple" por Yōko Hikasa and Yui Horie (ep. 1, 5, 9, 13)
- "Dark Oblivion" por Yōko Hikasa (ep. 1)
- "Believe in Justice and Seize it" (正義を信じて、握り締めて Seigi wo Shinjite, Nigirishime te?) por Aoi Yūki (ep. 1, 5, 7)
- "Flame of Phoenix" (不死鳥のフランメ Fushichō no Furanme?) por Yōko Hikasa and Nana Mizuki (ep. 1)
- "Burst Spear - Gungnir" (烈槍・ガングニール Retsuyari Gungnir?) por Yōko Hikasa (ep. 1, 4, 8, 12)
- "Moon Splendor Sword" (月煌ノ剣 Gekkō no Tsurugi?)[15] por Nana Mizuki (ep. 2, 3, 9, 11)
- "Saw of Ashes - Shul Shagana" (鏖鋸・シュルシャガナ Oukyo Shul Shagana?) por Yoshino Nanjō (ep. 2, 8, 9)
- "Bye Bye Lullaby" by Ayahi Takagaki (ep. 3, 9, 10)
- "Hellscythe Igarima" (獄鎌・イガリマ Gokuren Igarima?) por Ai Kayano (ep. 4)
- "Currently Uniformed! Lightning Detective Bang" (現着ッ!電光刑事バン Genchaku! Denkō Keiji Ban?) por Chinatsu Akasaki, Mikako Komatsu y Nao Tōyama (ep. 4)
- "Classroom Monochrome" (教室モノクローム Kyōshitsu Monokurōmu?) por Ayahi Takagaki (ep. 4)
- "Orbital Beat" por Yoshino Nanjō y Ai Kayano (ep. 5)
- "Hero's Tale" (英雄故事 Eiyū Koji?) por Hideo Ishikawa y Aoi Yūki (ep. 9)
- "Rainbow Flower" por Aoi Yūki (ep. 10)
- "Distorted mirror - Shen Shoujing" (歪鏡・シェンショウジン Waikyou Shen Shoujing)" por Yuka Iguchi (ep.10)
- "Edge Works of Goddess ZABABA" por Yoshino Nanjō y Ai Kayano (ep.11, 12)
- "Absolute Sword - Ame no Habakiri" (絶刀・天羽々斬 Zettō Ame no Habakiri?) por Nana Mizuki (Ep.12)
- "BABEL(Song) of the Beginning" (始まりの歌(バベル）Hajimari no BABEL) por Aoi Yūki, Nana Mizuki, Ayahi Takagaki, Yoshino Nanjō, Ai Kayano y Yōko Hikasa (Ep.13)
- "Rainbow Wings" (虹色のフリューゲル Niji Iro no Furyūgeru) por Aoi Yūki, Nana Mizuki, Ayahi Takagaki, Yoshino Nanjō, Ai Kayano y Yōko Hikasa (Ep.13)